# 141º Reggimento fanteria "Catanzaro"
Il 141º Reggimento fanteria "Catanzaro" è stata un'unità militare del Regio Esercito Italiano, e con la denominazione di 141º Battaglione fanteria "Catanzaro" dell'Esercito Italiano di stanza a Palermo.

## Storia
Trae origini dal 141º Reggimento Fanteria del Regio Esercito, costituito a Catanzaro il 1 marzo 1915 alle dipendenze della Brigata "Catanzaro", e sciolto nel giugno 1920. Ricostituito il 23 maggio 1940 con la denominazione di 141º Reggimento Fanteria Catanzaro. Inquadrato nella 64 Divisione di Fanteria, prende parte alla campagna del Nordafrica, prendendo parte alla battaglia di Bug-Bug. Nel gennaio 1941 è accerchiato e pressoché distrutto a Bardia, e considerato sciolto per eventi bellici.

### Il 141º battaglione
Il 1º ottobre 1975 viene ricostituito a Palermo, nella caserma Antonino Cascino, come 141º Battaglione fanteria motorizzato "Catanzaro", per trasformazione del 3º Battaglione del disciolto 5º Reggimento fanteria "Aosta", erede delle tradizioni e della bandiera del reggimento, e inquadrato nella Brigata motorizzata "Aosta".
Dopo l'Attacco missilistico libico contro Lampedusa del 1986, una compagnia a rotazione viene distaccata nell'isola di Pantelleria. Il battaglione viene soppresso il 21 aprile 1991, lasciando la caserma Cascino di Palermo al Rgt. Lancieri di Aosta(6º).
Nella stessa data il Battaglione "Isole minori", dislocato a Pantelleria (con una compagnia a Lampedusa), assume la denominazione di 141º Battaglione Fanteria "Catanzaro", ed è  quindi stato sciolto il 27 maggio 1995.

## Insegne e Simboli
- Il Reggimento indossa il fregio della Fanteria (composto da due fucili incrociati sormontati da una bomba con una fiamma dritta). Al centro nel tondino è riportato il numero "141".
- Le mostrine del reggimento sono rettangolari di colore rosso e nero. Alla base della mostrina si trova la stella argentata a 5 punte bordata di nero, simbolo delle forze armate italiane.

### Stemma
Scudo Inquartato: il primo controinquartato in Croce di S. Andrea: il primo ed il terzo d'oro a quattro pali di rosso; il secondo ed il quarto d'argento alla Croce di nero potenziata (provincia di Catanzaro). Il secondo d'azzurro al silfio d'oro reciso di Cirenaica. Il terzo d'azzurro ad una catena di monti al naturale fondati su una campagna di verde. Il quarto di rosso all'aquila romana d'oro dal volo spiegato, tenente con gli artigli una fascia caricata dalle lettere "S.P.Q.P." in caratteri di nero (Palermo). Il tutto abbassato al capo d'oro.
Corona turrita.
Ornamenti esteriori:
lista bifida: d'oro, svolazzante, collocata sotto la punta dello scudo, incurvata con la concavità rivolta verso l'alto, riportante il motto: "PER LA PATRIA".
Onorificenza: accollata alla punta dello scudo con l'insegna dell'Ordine Militare d'Italia pendente al centro del nastro con i colori della stessa.
Nastri rappresentativi delle ricompense al Valore

### Motto del Reggimento
Per la Patria

## Persone legate al Reggimento
- Adolfo Zamboni
- Gavino Manunta